# Eilema melasonea
Eilema melasonea là một loài bướm đêm thuộc phân họ Arctiinae, họ Erebidae.